# Rebelión huilliche de 1712

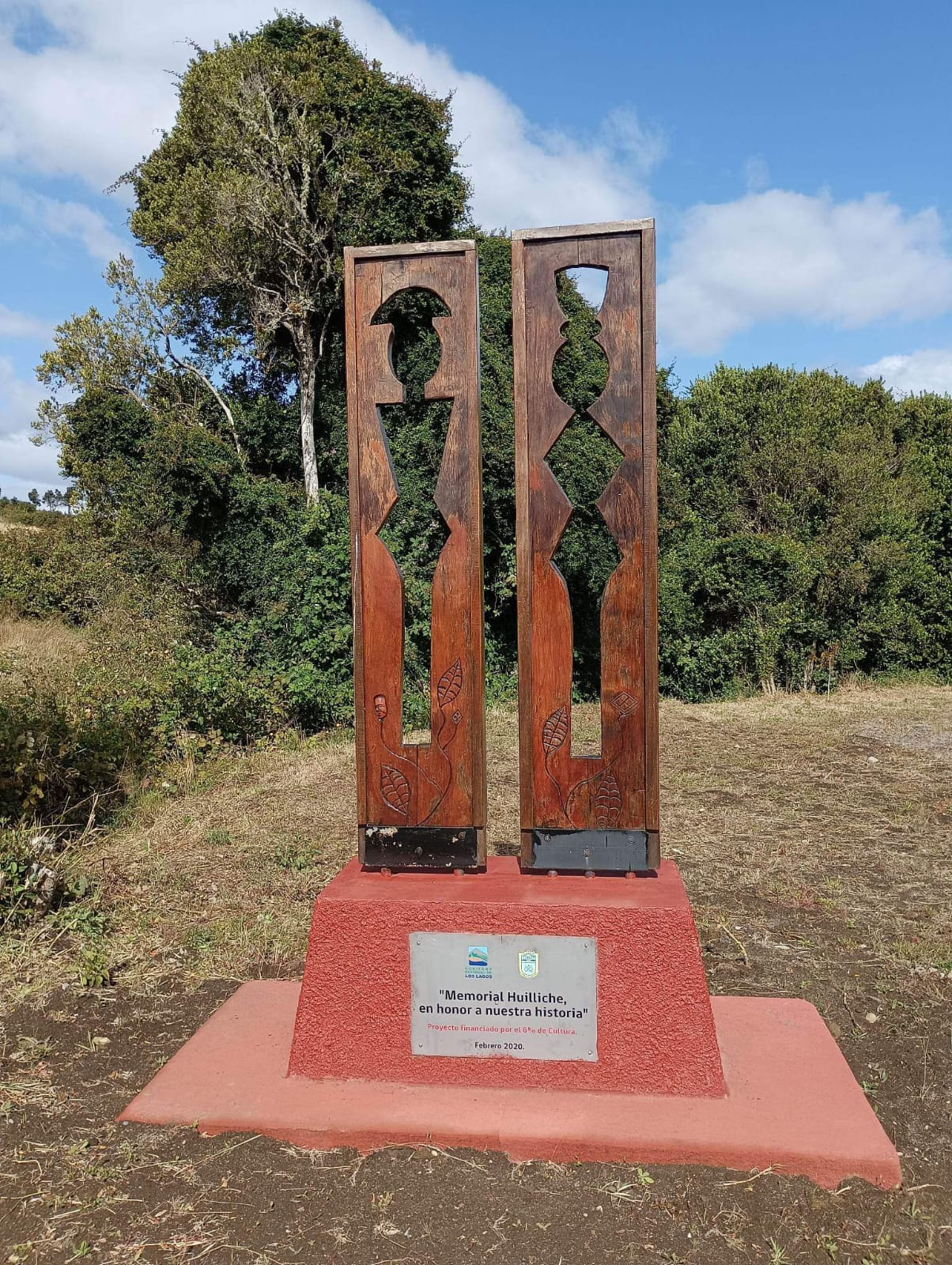
Monumento en recuerdo de la rebelión huilliche de 1712 en la localidad de Huenao, comuna de Curaco de Vélez.

La rebelión huilliche de 1712 fue un alzamiento armado de los indígenas huilliches de Chiloé en contra de los encomenderos españoles. Comenzó a principios de febrero de 1712 y fue sofocada una semana más tarde por medio de combates y matanzas. Significó la muerte de varios cientos de huilliches, de unas decenas de españoles y trajo como consecuencia un importante cambio demográfico en el centro del archipiélago y una reducción en la actividad económica del territorio, que dependía del trabajo indígena. En el largo plazo acarreó la promulgación de las ordenanzas de Casa Concha y una tensión entre indígenas y españoles que concluyó solo con el fin de la encomienda en Chiloé, siete décadas más tarde.

## Contexto
La conquista española de Chiloé ocurrió en 1567, cuando el mariscal Martín Ruiz de Gamboa fundó Castro. Los vecinos de la ciudad y de otros lugares se repartieron la tierra y se adjudicaron a los huilliches que las habitaban en encomiendas. La guerra de Arauco no se extendió a Chiloé y los huilliches del archipiélago solo se rebelaron en contadas ocasiones antes de 1712: durante la incursión del holandés Baltazar de Cordes en 1600, durante los ataques de la expedición holandesa de Hendrick Brouwer en 1643, y en 1655 y 1656. Todas estas rebeliones fracasaron y en cada una los españoles ejecutaron a una gran cantidad de caciques como escarmiento.
La encomienda consistía en un servicio personal de cada tributario a su encomendero, fijado en 9 meses de trabajo avaluados en 9 pesos y 2 reales por la tasa de Esquilache en 1620. Los tributarios eran varones de 18 a 50 años y estaban exentos los caciques y fiscales. Sin embargo, en Chiloé esta ley se respetaba rara vez y los tributarios y sus familias eran obligados a trabajar todo el año para su encomendero, con poca o ninguna paga en los 3 meses que se suponían de libre disposición del indígena.
En 1712 existían 48 encomiendas cuyo goce se alternaban unas 200 familias "feudatarias" o "nobles" en lapsos aproximados de 6 años y 3 encomiendas asignadas permanentemente a las órdenes religiosas presentes en Chiloé. Los indígenas tributarios eran unos 1000, con sus respectivas familias, número casi idéntico al de españoles y mestizos (contados como parte de la "república de los españoles"). Debido a la reducción de la población indígena en el centro de Chile y a su aumento en Chiloé, a principios del siglo XVIII, las encomiendas chilotas se encontraban entre las más grandes de la gobernación.

## Inicio
Hacia 1710 casi se produjo una rebelión, pero finalmente los huilliches optaron por esperar y ver si eran escuchados por el nuevo gobernador de Chiloé, que resultó ser José Marín de Velasco, quien en 1711 reemplazaría a Lorenzo de Cárcamo. Marín de Velasco no prestó oídos a las quejas de los indígenas y, por el contrario, él mismo obtuvo provecho del servicio personal y se puso de parte de los encomenderos.
Un episodio que más tarde fue considerado por los huilliches como el detonante del alzamiento fueron los abusos del encomendero José de Andrade, en particular el que cometió contra Martín Antucan, a quien amarró a un manzano, azotó los genitales con ramas de ortiga y luego se los envolvió en estopa y les prendió fuego. Según los testimonios recogidos en 1725, Andrade juzgaba faltas y aplicaba castigos por su cuenta, no pagaba salarios y torturaba a quienes no trabajaran por enfermedad; su hijo tenía conductas semejantes y su mayordomo secuestraba niños para enviarlos a Chile.
La circunstancia que hizo factible iniciar un levantamiento armado fue la disputa entre Marín de Velasco y el capitán del fuerte de Calbuco, Alejandro Garzón. El gobernador de Chile era quien usualmente nombraba a los gobernadores de Chiloé y esto hizo Juan Andrés de Ustáriz al designar a Garzón como reemplazante de Marín de Velasco (nombrado por el rey) en caso de muerte, enfermedad o ausencia. Ante una disputa por competencias para autorizar el abandono de la provincia de dos correos indígenas, Marín de Velasco declaró que Garzón había caído en desobediencia y que toda la tropa de Calbuco debía presentarse a rendirle obediencia en Chacao y que de lo contrario caerían en traición al rey. Como Garzón no obedeció, Marín de Velasco se presentó en Calbuco y no fue admitido en el fuerte, ante eso se retiró a Chacao y volvió con tropas para enfrentar a Garzón. Sin embargo, este había abandonado el fuerte con los 62 soldados de infantería de la plaza, 40 indígenas reyunos y todos los pertrechos, y había emprendido rumbo a Chile por la ruta de Nahuelhuapi para ponerse bajo la protección de Ustáriz.
La fuga de Garzón y sus hombres implicaba que las tropas regulares de Chiloé y sus armas se reducían a la mitad, pues solo quedaba el regimiento de caballería de Chacao. Aparte de esto, los españoles contaban con un número potencial de un millar de milicianos, repartidos por todo el archipiélago y viviendo junto con los huilliches, quienes también tenían alrededor de un millar de hombres en condiciones de pelear. En vista de lo ventajoso que era rebelarse durante el periodo de confusión que siguió al abandono del fuerte de Calbuco, varios caciques se reunieron en Quilquico con el pretexto de un partido de linao, y acordaron que el alzamiento ocurriría el Miércoles de Ceniza (10 de febrero de 1712), unos quince días después de la reunión.
Los participantes de la reunión en Quilquico distribuyeron flechas ensangrentadas por los pueblos de indios del centro de Chiloé y enviaron una a los reyunos de Calbuco. La noche del 10 de febrero se produjeron ataques simultáneos en la ciudad de Castro y en las casas de los españoles que vivían en el campo, aproximadamente en la zona de la costa oriental de la Isla Grande de Chiloé que está comprendida entre Quetalco y Paildad, y en la isla de Quinchao.

## Desarrollo

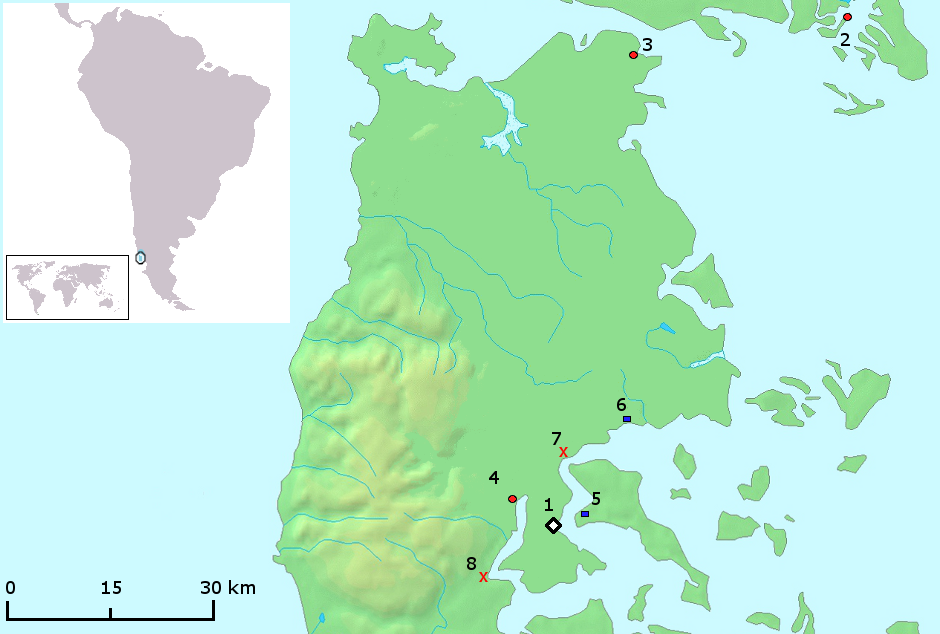
1. Quilquico, 2. Calbuco, 3. Chacao, 4. Castro, 5. Huenao, 6. Quetalco, 7. Dalcahue, 8. Rauco.

El primer día los huilliches consiguieron matar a varios españoles y quemar sus casas, así como cercar la ciudad de Castro y tomar como prisioneros a las mujeres e hijos de los encomenderos. No pudieron apoderarse de Castro porque los vecinos se atrincheraron en el fuerte, pero tampoco ellos podían repeler a los atacantes, por falta de municiones, aunque sí consiguieron enviar a dos mensajeros en demanda de auxilio.
Los dos principales campamentos de los huilliches, de unos 200 hombres cada uno, se establecieron en Quetalco, el punto en que terminaba un planchado para acortar camino entre Chacao y Castro, y en Huenao, en la costa de la isla Quinchao que da hacia la Isla Grande. Además, distribuyeron grupos más pequeños en puntos estratégicos de la costa para impedir la fuga de los españoles y el arribo de refuerzos desde el norte.
Entre tanto, los indígenas de Calbuco atacaron el fuerte y el poblado, mataron a 16 españoles, quemaron construcciones y robaron la imagen de San Miguel Arcángel, cuya devolución posterior daría origen a la Fiesta de los Indios Caciques. Ese día recibieron amistosamente a los seis emisarios que llevaban la flecha de guerra, pero luego los apresaron y los caciques Pedro Arel y Luis Nahuelhuay con su gente los llevaron a Chacao el 11 de febrero y ejecutaron a cinco ellos mismos, luego de ser autorizados por el gobernador. Por otra parte, los españoles de Chacao fracasaron en su intento de llevar en dalca pertrechos a los sitiados de Castro.
En Faren los españoles capturaron a tres hombres, de los cuales mataron a dos, y en Tagul los huilliches eludieron el enfrentamiento. Los españoles al mando en estos hechos fueron Juan de Aguilar y Diego Telles, que siguieron realizando batidas para evitar que muchos indígenas se reunieran y tomaran Castro por asalto. Las tropas regulares de Chacao y los milicianos, al mando de Alonso López y Fernando Cárcamo respectivamente, se unieron a las fuerzas española en combate el 13 de febrero y el cerco de Castro fue roto por la guardia del gobernador. Varios vecinos de Castro y los alrededores se unieron a los soldados de caballería de López y partieron hacia Huenao, el campamento huilliche más próximo.
En el enfrentamiento en Huenao, los españoles vencieron e hicieron 100 prisioneros, que quedaron bajo la custodia de López y ocho hombres más. Por su parte, Aguilar y Telles siguieron persiguiendo a los indígenas por los alrededores y lograron matar a 60 más. Otros 60 se aproximaron por mar al sitio en que estaban los 100 prisioneros y López hizo que estos fueran degollados para evitar su rescate. Por su parte, Telles y su gente acudieron a enfrentarse a los atacantes, que desembarcaron para pelear contra ellos y murieron en la lucha.
En los días siguientes, Telles y Aguilar continuaron la persecución y matanza de los indígenas, lo mismo que José Pérez y Fernando Cárcamo hicieron con quienes resistían en Dalcahue, Rauco y Opi, Las represalias españolas solo se detuvieron luego de la intervención de los misioneros jesuitas, que lograron que los huilliches dejaran las armas y que los españoles no siguieran matándolos.

## Consecuencias
Las fuentes no concuerdan en el número de bajas, pues se habla de 13 y 30 españoles y de 400 y 800 huilliches muertos. Estos últimos murieron en los combates y en las matanzas que se efectuaron de prisioneros y sospechosos de haber participado en la rebelión. Para librarse de las represalias, hubo huilliches que escaparon hacia las islas Guaitecas y la misión de Nahuelhuapi, de modo que la población de tributarios disminuyó todavía más. Esta reducción drástica de la mano de obra indígena, junto con la destrucción de las construcciones y cultivos de los encomenderos acarreó pérdidas económicas relevantes para Chiloé. Se cree que un porcentaje importante de los muertos eran residentes de la isla de Quinchao y que la reducción de la población masculina adulta en el área de la rebelión acarreó un incremento de las uniones entre mujeres indígenas y hombres criollos o mestizos, incrementando el ya abundante mestizaje.
El capitán Garzón culpó al gobernador Marín de Velasco de la rebelión, diciendo que se debió al servicio que este demandó de los indígenas; el gobernador, por su parte, atribuyó los hechos a la conducta de Garzón. El gobernador Ustáriz prestó oídos a la versión de Garzón y designó a Pedro de Molina como el juez de comisión que investigaría los hechos. Molina adoptó el mismo criterio de Ustáriz, y consideró que Marín de Velasco y los encomenderos eran los responsables de que los huilliches se hubieran rebelado, así que tomó preso al gobernador, lo envió a Santiago y designó a Blas de Vera como gobernador. Vera estuvo alrededor de un año en el cargo, pero como no fuera aceptado por los indígenas, por ser también encomendero, finalmente Molina gobernó por un tiempo. Entre tanto, la investigación halló culpable a Marín de Velasco, por haber permitido los castigos, raptos de niños y el servicio personal del que eran víctimas los tributarios huilliches. Sin embargo, fue liberado por falta de méritos, aunque con prohibición de retornar a Chiloé.
En 1715 se le realizó el juicio de residencia a Andrés de Ustáriz y, entre otras cosas, se hicieron públicos sus negocios con Garzón y cómo la huida de este había hecho posible la rebelión. Finalmente Ustáriz fue destituido por sus actos de corrupción.
A partir de la rebelión, las condiciones de la encomienda fueron mejorando paulatinamente para los huilliches. En 1715, Marín de Velasco redujo de nueve a seis meses el tiempo que el tributario debería trabajar para el encomendero. Luego, en 1717, el gobernador Santiago Concha emitió unas ordenanzas que reducían el tributo a tres meses de trabajo. Estas disposiciones no fueron cumplidas por los encomenderos y la posibilidad de un enfrentamiento siguió presente durante varias décadas. Finalmente, la encomienda fue abolida en el gobierno de Chiloé el año 1782, nueve años antes de abolición total en los dominios españoles.

## Relevancia
En el curso del juicio de residencia a Ustáriz se calificó a la rebelión como el hecho más grave que había ocurrido en Chile desde el alzamiento mapuche de 1655, al mando del mestizo Alejo. El cabildo de Castro afirmaba en su correspondencia de la época que el incidente estuvo a punto de hacer perder la isla a los españoles. Esta última afirmación es rebatida por autores modernos, como Trivero (2004), que apunta a que los vecinos exageraron la gravedad para justificar las matanzas, o Urbina (1990), que da crédito a la afirmación posterior de los huilliches de que "no se habían levantado contra el rey, sino contra la tiranía de los que quitaban su hijos y parientes para servirse injustamente de ellos" y resalta que durante los ataques no resultó muerto ningún sacerdote, mestizo ni español no perteneciente a las familias de encomenderos. Según ambos autores, el plan huilliche era asesinar a muchos encomenderos y luego esperar que el rey comprendiera sus motivos para rebelarse y los perdonara.
El año 2020 se levantó un monumento en la localidad de Huenao, comuna de Curaco de Vélez, en recuerdo de la rebelión, así como forma de recuperar la memoria de este hecho en la comunidad del sector.